# Hans Peter Jensen
Hans Peter Jensen, född 25 november 1818 i Köpenhamn, död 27 oktober 1895, var en dansk läkare. Han var far till Golla Hammerich.
Jensen blev 1836 student vid Borgerdydskolen i Köpenhamn och efter att ha studerat medicin, tjänstgjorde han som kandidat vid Almindelig Hospital i samma stad och tog läkarexamen 1843. Han anställdes därefter vid Sankt Hans Hospital vid Roskilde som kandidat och blev 1845 förste underläkare. Samma år företog han en utlandsresa, under vilken han besökte olika psykiatriska mönsteranstalter i Tyskland; året därpå fick han möjlighet till på en längre resa, genom västra Tyskland till Frankrike, för att besöka en rad större sinnessjukanstalter och under en längre tid studera psykiatri i Paris. De härvid vunna erfarenheterna fick han användning för, då han 1853 utnämndes till fackkunnig medlem av kommissionen för inrättandet av en sinnessjukanstalt på Oringe vid Vordingborg. År 1857 lämnade han sin tjänst vid Sankt Hans Hospital och blev överläkare på Oringe. Han var också ansvarig för denna anstalts senare utbyggnader. År 1862 tilldelades han professorstiteln. År 1875 tog han av hälsoskäl avsked och utnämndes samtidigt till etatsråd. Han var därefter verksam som privatläkare, först i Hillerød, senare på Frederiksberg, och bedrev även egyptologiska studier. Vid universitetets jubelfest 1879 promoverades han till medicine hedersdoktor.